# Acraea ella
Acraea ella är en fjärilsart som beskrevs av Eltringham 1911. Acraea ella ingår i släktet Acraea och familjen praktfjärilar. Inga underarter finns listade i Catalogue of Life.